# ゴットヒルフ・ハーゲン
ゴットヒルフ・ハインリッヒ・ルートヴィッヒ・ハーゲン（独: Gotthilf Heinrich Ludwig Hagen, 1797年3月3日 - 1884年2月3日）は、ドイツの技術者。専門分野は水理学。
1839年に非圧縮性ニュートン流体の流れ方に関する法則を発見した。翌1840年にフランスのジャン・ポアズイユも同様の発見をしており、この法則は2人の名前をとってハーゲン・ポアズイユ流れと呼ばれている。

## 生涯

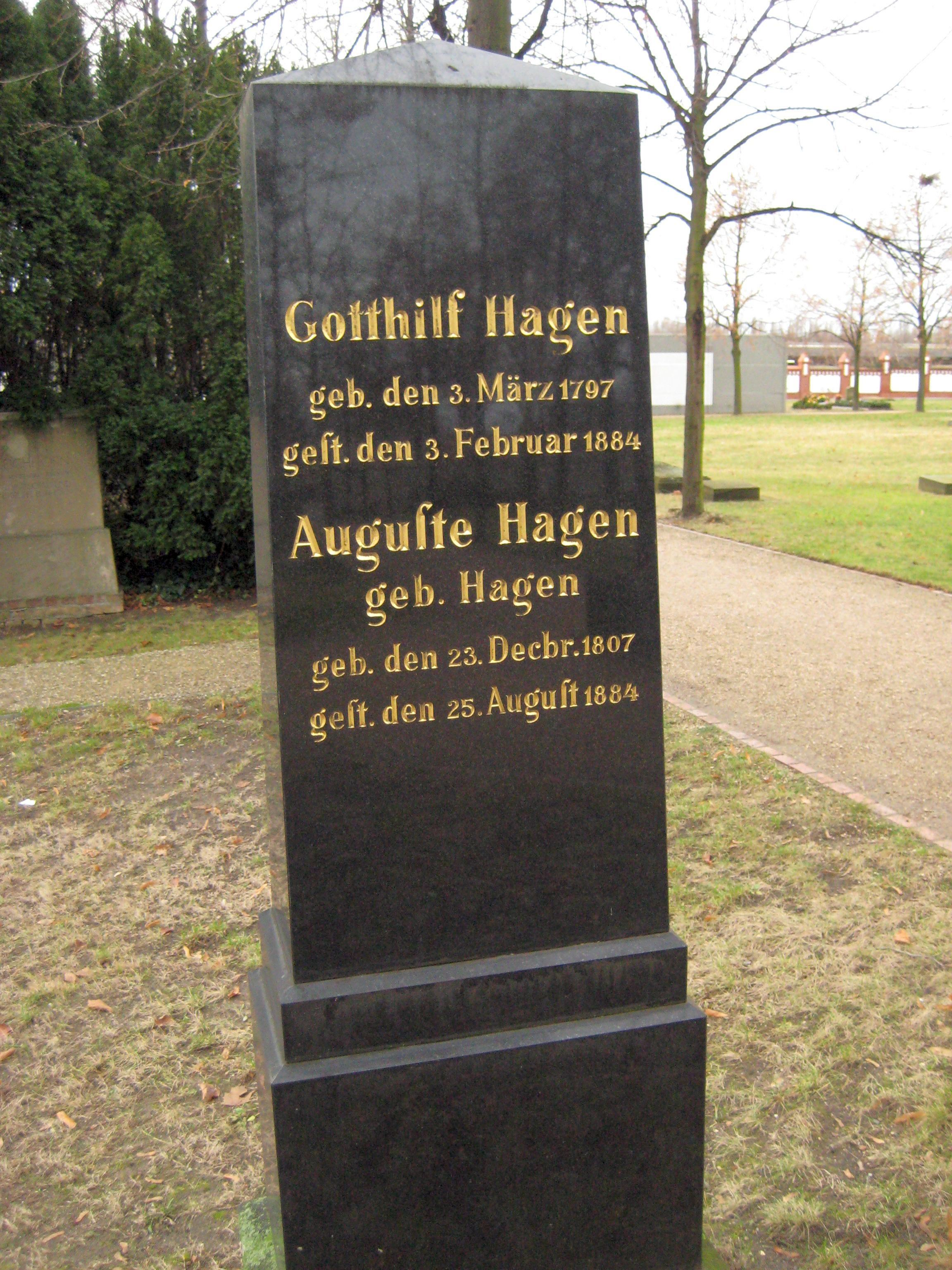
ベルリンにあるハーゲンの墓標

1797年3月3日に、東プロイセンのケーニヒスベルク（現在のカリーニングラード）で生まれる。
1816年からケーニヒスベルク大学でフリードリヒ・ヴィルヘルム・ベッセルの下で数学と天文学を学び始めるが、1818年に建築学（構造力学）に専門分野を変える。その後、1819年に、主に水路を扱う公共事業の現場監督となる。
1822年には、建築士 (Baumeister) の国家資格を取得し、ヨーロッパを旅して訪れた様々な水理構造物に関する出版物で、名を知られるようになる。
1824年、ケーニヒスベルクの商業組合に雇われ、1825年には、ダンツィヒ（現グダニスク）の政府に雇われピラウの港湾査察官 (Hafenbauinspektor) となり、港湾護岸の建設に携わった。ここで使用された海岸砂丘の保全に関する手法は、今日でも用いられている。
1830年にはベルリンの高等建設委員会 (Oberbaudeputation) へ移り、1831年には委員長となった。そして、1834年から1849年まで、ベルリン建設アカデミー（ドイツ語: Berliner Bauakademie）と連合砲兵工科学校（ドイツ語: Vereinigten Artillerie- und Ingenieurschule）の講師を勤めた。
1842年4月7日、アレクサンダー・フォン・フンボルトの推薦により、プロイセン科学アカデミーのメンバーとなり、翌年には、彼の科学に関する出版物により、ボン大学から名誉教授を与えられた。さらに、1849年にはフランクフルト国民議会から専門家としての認定を受け、1850年には、プロイセン商務省 (Preußischen Handelsministerium) の理事会から講師の認定を受けた。
1866年になると、水工部主任構造監督者 (Oberbaudirektor im Dezernat Wasserbau) と技術構造代表の主任 (Vorsitzenden der technischen Baudeputation) になり、1869年には、プロイセンやその他のドイツ語圏の国での大規模な水理港湾構造物について監督する職である主任地域構造監督者 (Oberlandesbaudirektor) に昇格し、1875年に引退するまでこの職に就いていた。
多くの河川や港湾開発の開発での功績により、プロイセン海軍本部（ドイツ語: Preußische Admiralität）は、ハーゲンにヴィルヘルムスハーフェンの軍港建設の指揮を任せた。ハーゲンはプロイセン商務省の職を離れ、1855年7月8日に、新しいプロイセン王国の領土 (Jadegebiet) で1855年に創設された港湾委員会の主任を引き継いだ。その後、2つの国際的に有名な専門家の働きが不十分だと考え、1856年5月29日に、プロイセン海軍本部へその港湾の設計草案を提出した。この港湾の設計には、非常に優れた展望と専門的知見がみえ、これは、初期の小さなプロイセン海軍に必要な用件を満たしており、かつ、後の拡張や追加のための必要な空間の確保も考慮したものであった。このハーゲンの港湾計画は、1856年6月25日にプロイセン国王のフリードリヒ・ヴィルヘルム4世の政令を受けて着工された。この計画の完了後、1856年8月12日に、彼はプロイセン商務省に戻った。
この計画の実施にはたくさんの変更をしなければならなかったが、この、非静的な港湾とその施設の開発は大きな結果をもたらすことになった。この計画は、今日でも市の中心的計画となっている。
1884年2月3日にて、86歳でベルリンで死去した。墓標は現在もベルリン市内に存在する。

## 記念碑と賞
ハーゲンが港湾査察官として働いた町であるピラウは、ハーゲンの死後、彼の名誉をたたえた記念碑を作成した。この記念碑は、町がロシア領バルチースクとなった今日でも見ることができる。ロシア語の文章も追加されており、管理はロシア海軍が行なっている。
ヴィルヘルムスハーフェンは、2007年にゴットヒルフ・ハーゲン広場 (Gotthilf-Hagen-Platz) を開設した。この広場には、ヴィルヘルムスハーフェンの芸術家ハルトムート・ヴァイスナー (Hartmut Wiesner) によって作成されたハーゲンの彫刻があり、この彫刻はヴィルヘルムスハーフェンの地域クラブである「Die Boje」によって寄付されたものである。
1959年には、「ゴットヒルフ・ハーゲン」(Gotthilf Hagen) という名前の水先船母船が作成された。

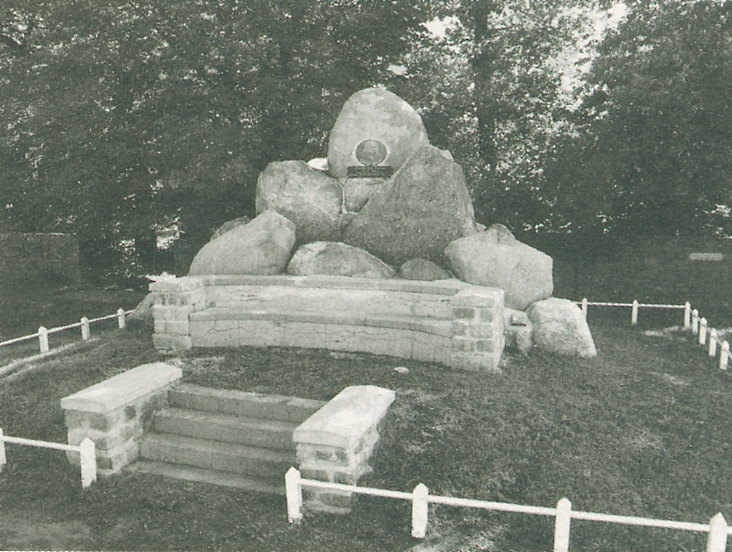
ピラウにあるハーゲンの記念碑
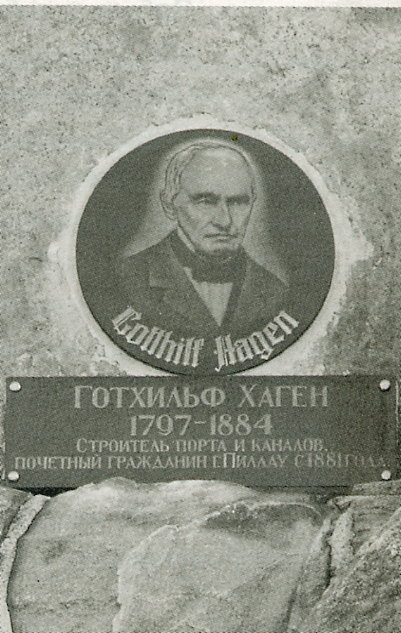
記念碑の拡大図
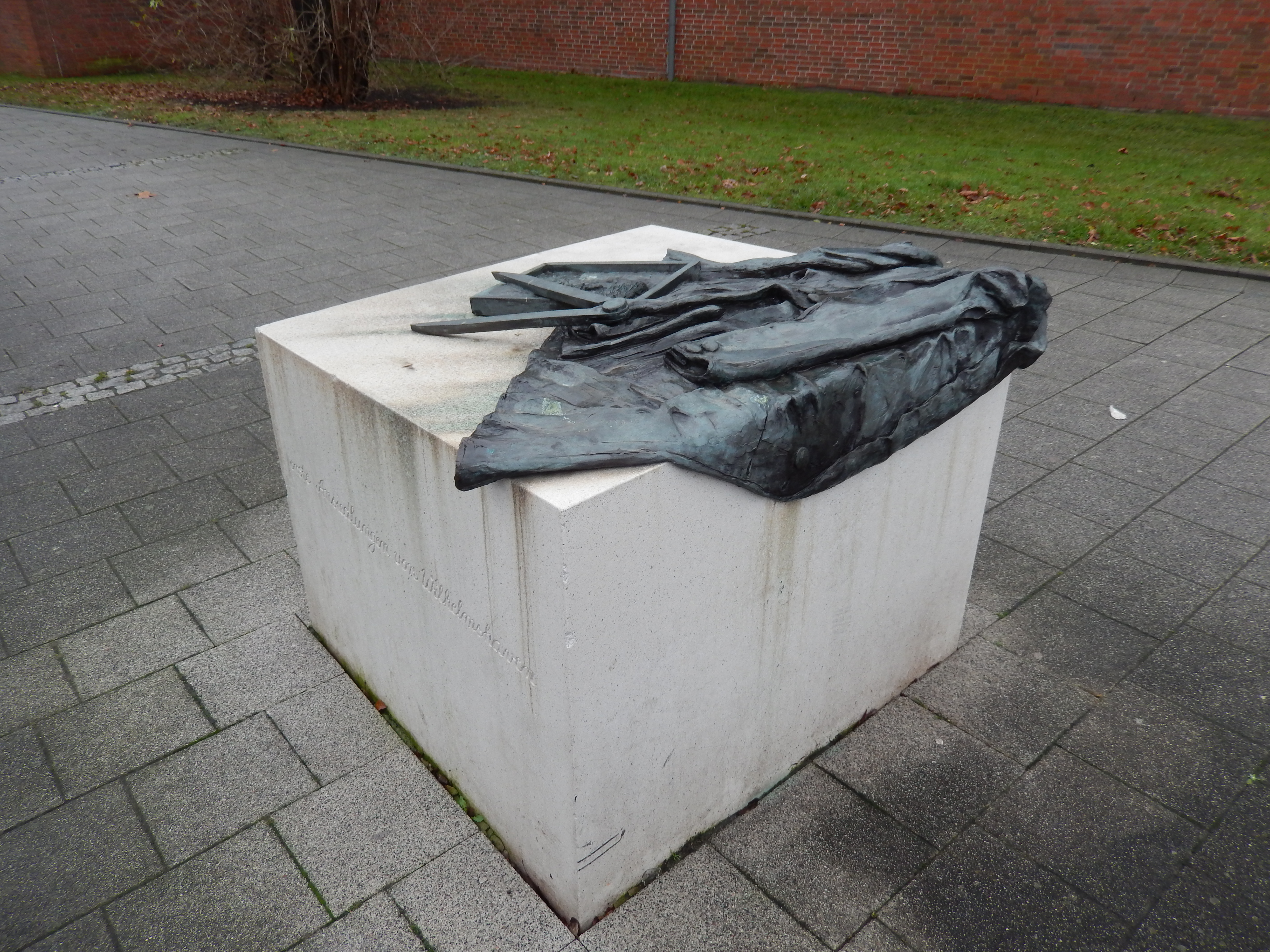
ヴィルヘルムスハーフェンにある彫刻
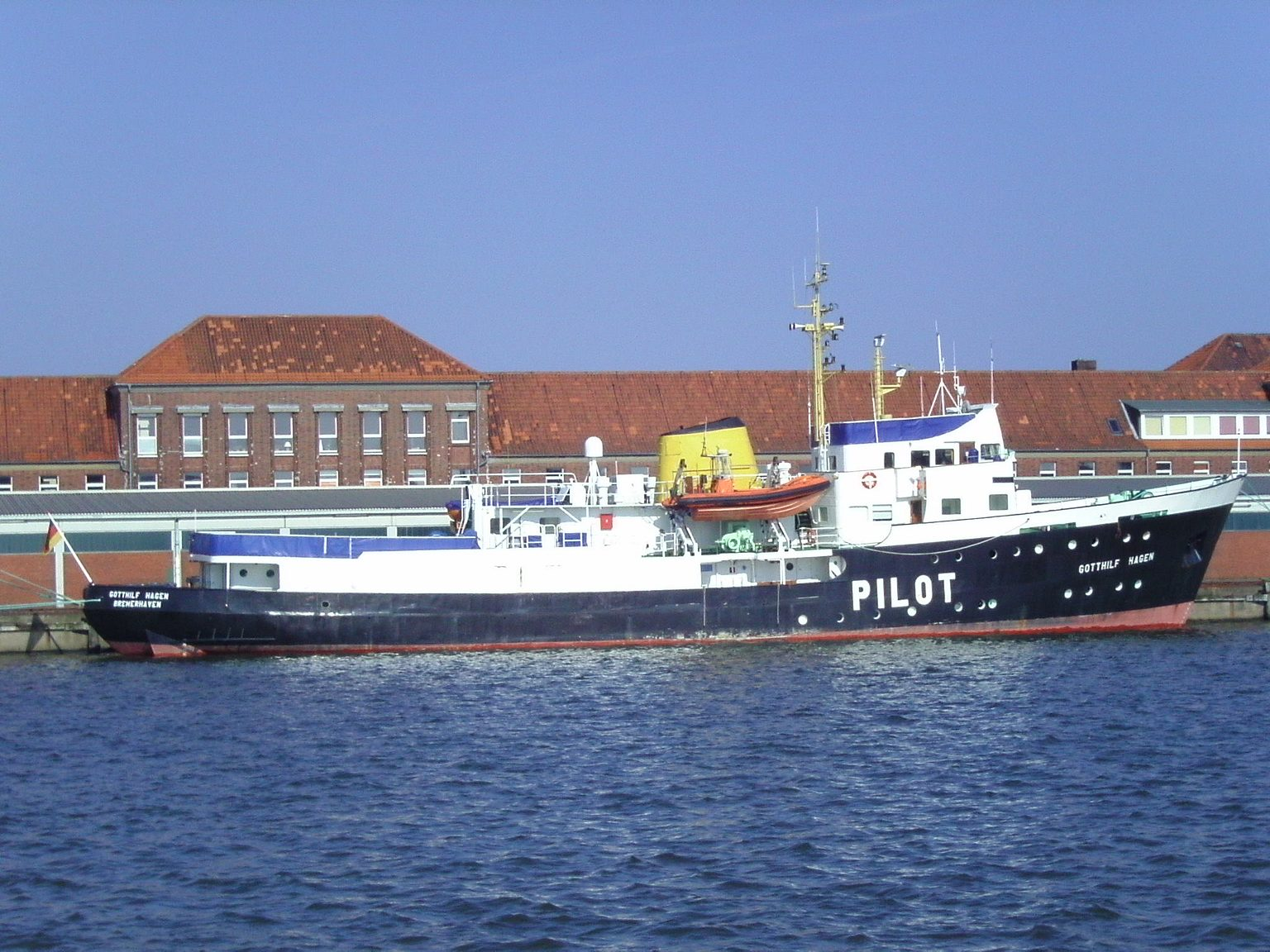
水先船母船「ゴットヒルフ・ハーゲン」